# Žďáry
Žďáry jsou malá vesnice, část obce Hvozd v okresu Rakovník ve Středočeském kraji. V roce 2011 zde trvale žilo 67 obyvatel.

## Historie
První písemná zmínka o vesnici pochází z roku 1469.

## Obyvatelstvo
| Rok            | 1869 | 1880 | 1890 | 1900 | 1910 | 1921 | 1930 | 1950 | 1961 | 1970 | 1980 | 1991 | 2001 | 2011 | 2021 |
| -------------- | ---- | ---- | ---- | ---- | ---- | ---- | ---- | ---- | ---- | ---- | ---- | ---- | ---- | ---- | ---- |
| Počet obyvatel | 143  | 156  | 110  | 104  | 111  | 120  | 103  | 84   | 92   | 80   | 68   | 62   | 50   | 67   | 46   |
| Počet domů     | 20   | 21   | 21   | 21   | 20   | 21   | 22   | 24   | 24   | 21   | 17   | 19   | 20   | 21   | 23   |

## Obecní správa
Při sčítání lidu v letech 1850–1960 Žďáry byly osadou obce Příčina v okrese Rakovník. Od 12. června 1960 do 31. prosince 1979 byly částí obce Hvozd v okrese Rakovník. Od 1. ledna 1980 do 23. listopadu 1990 byly částí obce Panoší Újezd v okrese Rakovník. Od 24. listopadu 1990 jsou opět částí obce Hvozd v okrese Rakovník.

## Pamětihodnosti
- Rodiště sochaře Josefa Fojtíka
- Údajné shromaždiště čarodějnic na cestě po silnici k obci Hvozdu
- Hřebečníková cesta